# أوغدن جي. روس
أوغدن جي. روس هو سياسي أمريكي، ولد في 6 أبريل 1893، وتوفي في 27 أكتوبر 1968. نشط حزبياً في الحزب الديمقراطي. وقد انتخب عضو مجلس ولاية نيويورك ‏.